# ミライさん
『ミライさん』は、2018年9月8日から10月6日までLINE NEWSで配信されていたドラマ。全5回。LINE NEWS初のオリジナル連続ドラマとなる。現在はYouTubeのLINE NEWS公式チャンネルにて、全話を視聴することが出来る。

## 概要
LINE NEWS初のオリジナルドラマとして制作。無音でも意味が分かるようセリフは字幕表示されるなど、スマートフォン上で視聴されることに最適化した「スマートフォン向け連続ドラマ」となっている。LINE NEWSの実験プロジェクト『LINE NEWS Experimental Project』の第1弾作品。主演ののんにとっては女優復帰作。

## あらすじ
自称革命家で「人間が働かなくてもいい未来」のためにあえて働かないというミライ。発明家の兄トモロウが開発した様々なツールを今日もミライが勝手に悪用。家族、そして町の中は今日も大騒動が巻き起こる、ちょっとミライのホームドラマ。

## 登場人物

### 今野家
今野ミライ
演 - のん　幼少時 - 丸山澪(4)
主人公。万年干物女の24歳。働くことを嫌い、はたから見るとただのニートでゲーム大好きのクズであるが、自称革命家で“人間が働かなくてもいい夢の未来”の実践に身を投じている、らしい。感情起伏が激しく、おだてに弱い。
今野トモロウ
演 - 本郷奏多　幼少時 - 清水在(4)
ミライの兄。妹を溺愛する一家の技術担当27歳。さまざまツールを自作できる町の発明家。ミライの想像する「革命」を助けたいと日々技術研究しサポートするが、開発アイテムはたびたびミライに悪用される。
今野イマコ
演 - 堀内敬子
ミライの母。家族のまとめ役である50歳。個性強い一家のことを最大限理解しようと努める。
今野フルキチ
演 - マキタスポーツ
ミライの父。厳格で一徹な54歳。ミライには働けと常に一喝。古風を愛し、行き過ぎたオートメーションなど認めないが、ペットのコタロウのことはこの上なく愛でている。小遣いは毎月1万。
コタロウ
演 - aibo
犬型ペットロボット。

### 主要ゲスト
テツオ
演 - 蕨野友也（1）
ミライの婚約者。実はロボット。味噌汁を被り再起動の際には初期化された。
そば屋
演 - 井上ほたてひも（1，2）
偶然通りかかり、誰かとぶつかる不運な出前持ち。
ミサキ
演 - 松尾薫（2）
トモロウの彼女。
スマートフットウェアプレゼンター
演 - 吹原幸太（5）

## 配信日程
- 第1話　機械仕掛けの恋人（2018年9月8日）
- 第2話　着こなして無限大（2018年9月15日）
- 第3話　コミュニケーションの達人（2018年9月22日）
- 第4話　お父さんの思い出（2018年9月29日）
- 第5話　新しい働き方（2018年10月6日）

## スタッフ
- 脚本：吹原幸太
- プロット協力：ニシオカ・ト・ニール
- 音楽：梅野悠大(THE ROGUEPLANTS)
- VFX：宮本鉄馬
- 企画・プロデュース：谷口マサト
- 制作・著作：LINE株式会社
- 参考：総務省「未来をつかむTECH戦略」、内閣府「Society 5.0」
- 協力：株式会社スピーディ
- aibo協力 ：ソニー
- ボーダレス協力：チームラボ
- パワースーツ協力：スケルトニクス
- 光る靴Orphe協力：no new folk studio
- スマートポット協力：LOAD&ROAD
- 劇用車協力：ゼネラルモーターズ・ジャパン